# Hinrich Wittekop
Hinrich Wittekop († wohl 1627 in Lübeck) war ein deutscher Kunsttischler und Bildschnitzer.

## Leben
Wittekop wurde vom Ältermeister des Tischleramtes 1613 als Meister zugelassen und erhielt im Folgejahr das Bürgerrecht der Hansestadt. 1614 heiratete er Elsabe, die Witwe des angesehenen Bildschnitzers Tönnies Evers d. J., und führte dessen bekannte Werkstatt fort; ruinierte diese aber alsbald. Die Witwe hatte mit ihren Kindern das Haus in der Hundestraße 17 in Lübeck geerbt, dass sich 1616 in seinen Besitz befand.

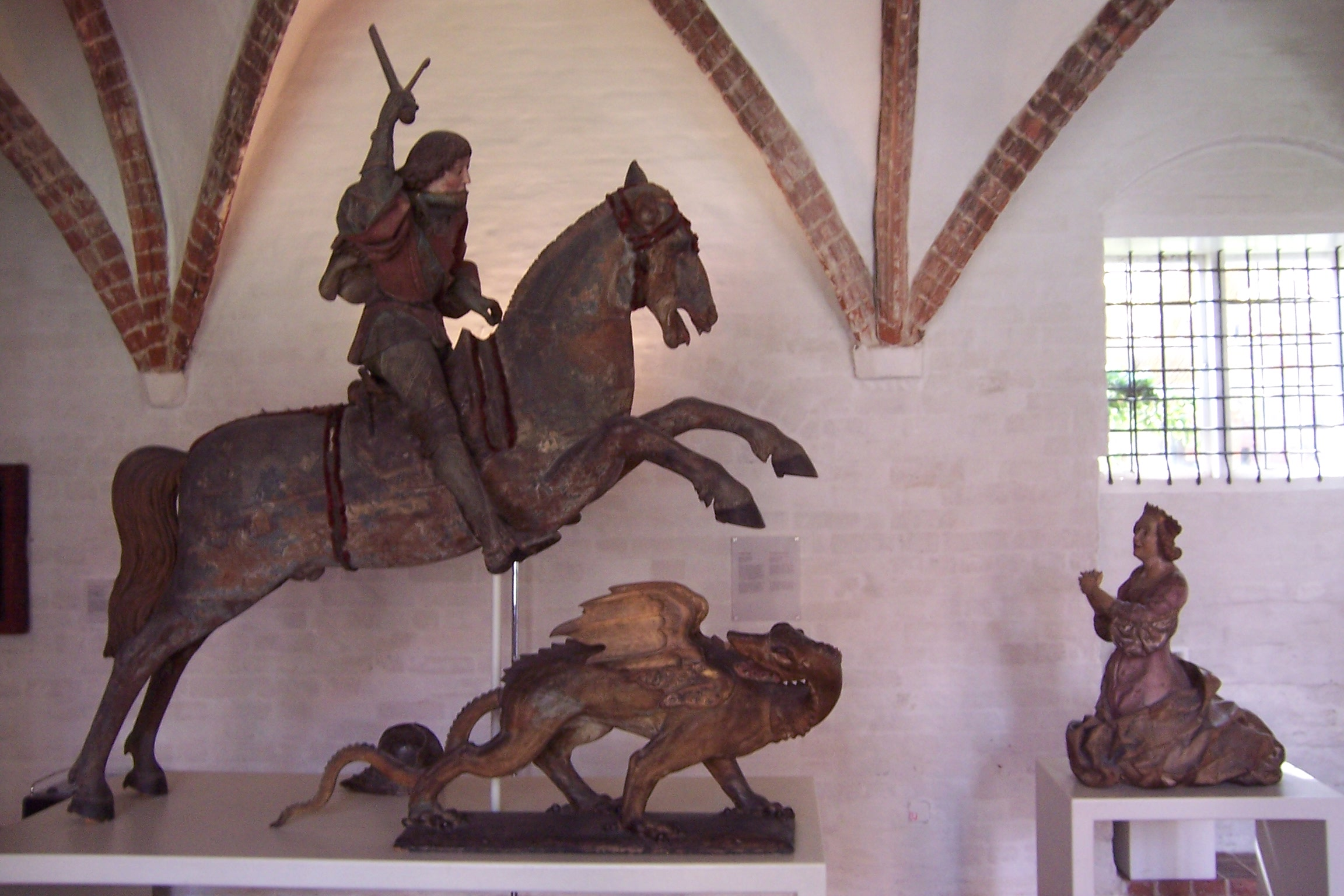
Die St.-Jürgen-Gruppe aus der alten Kapelle, heute im St. Annen-Museum, mit dem „Ersatzdrachen“ von Wittekop

Er übernahm 1614 die Vollendung der Großen Kommissionsstube im Kanzleigebäude. 1619 schuf er den (Ersatz-)Drachen für das Standbild des St. Jürgen, das von Henning von der Heyde 1505 geschaffen worden war. Die Gruppe befand sich ursprünglich in der alten St.-Jürgen-Kapelle und der Original-Drachen wurde in den Wirren der Reformation zerstört. Der Ersatzdrachen Wittekops gilt für die Gesamtgruppe als deutlich fehlproportioniert. Das St.-Jürgen-Standbild wurde später in die neue St.-Jürgen-Kapelle übernommen, dort aber für zu altertümlich und unpassend für das neue Bauwerk empfunden. Man lagerte es auf dem Dachboden ein, wo es 1861 wieder aufgefunden wurde. Das Kunstwerk wurde in die Katharinenkirche gebracht, und Carl Julius Milde führte die Restaurierung durch. Seit 1915 befindet es sich im St. Annen-Museum.